# Biuro Literackie
Das Biuro Literackie ist ein 1996 gegründeter polnischer Buchverlag. Er ist einer der größten Verlage für zeitgenössische polnische Lyrik. Bisher sind an die 500 Titel erschienen.

## Geschichte
Der Verlag wurde 1996 von Artur Burszta in Legnica gegründet. Von 2003 bis 2016 lag der Sitz in Wrocław und seit Januar 2017 in Kołobrzeg. Seit 1996 veranstaltet der Verlag jährlich ein Literaturfestival.

## Autoren
Bekannte polnische Autoren, die vom Biuro Literackie verlegt wurden, sind: Justyna Bargielska, Wojciech Bonowicz, Jacek Dehnel, Julia Fiedorczuk, Darek Foks, Konrad Góra, Roman Honet, Jerzy Jarniewicz, Krzysztof Jaworski, Bogusław Kierc, Zbigniew Machej, Krystyna Miłobędzka, Joanna Mueller, Tadeusz Pióro, Anna Podczaszy, Marta Podgórnik, Marcin Sendecki, Andrzej Sosnowski, Dariusz Sośnicki, Eugeniusz Tkaczyszyn-Dycki und Bohdan Zadura.
Bekannte ausländische Autoren, die vom Biuro Literackie verlegt wurden, sind: Laurie Anderson, Jurij Andruchowytsch, John Ashbery, Johie Graham, Lajos Grendel, Seamus Heaney, Miljenko Jergović, Reiner Kunze, Michael Longley, Herta Müller, Péter Nádas, Brian Patten, Christoph Ransmayr, Sadik Šehić und Edmund White.